# Alfred Bayer
Alfred Bayer (München, 1933. március 8. –) német politikus, a Bajor Keresztényszociális Unió képviselője.

## Életrajza
Szülővárosában, Münchenben végezte középiskolai, majd egyetemi közgazdasági tanulmányait és ott is szerzett diplomát 1957-ben a müncheni Lajos–Miksa Egyetemen. 1968-tól kezdődően különböző minisztériumokban dolgozik, számos állást tölt be, többek között: a bajor Pénzügyminisztériumban, majd 1970-től kezdődően a bajor Gazdasági és Közlekedési Minisztériumban, ahol 1976-tól miniszteri osztály- és hivatalvezetőként tevékenykedik. 1982 és 1987 között a bonni Szövetségi Közlekedési Minisztériumban államtitkár volt. 1987-től 1997-ig a gazdasági szférában mozgott mint a müncheni Isar-Amper-Művek Rt. igazgatóságának elnöke. 1991. március 11-e óta a Hanns-Seidel-Alapítvány elnöke.

### Tudományos és társadalmi tevékenységei
Bajorországban sokáig az Unió Gazdasági Tanácsának alelnöke, az IFO (Kutatási Intézet) másodelnöke, számos tudományos és nemzetközi kongresszus előadója.
Az általa vezetett Hanns-Seidel-Alapítvány fő megbízatása: "a demokráciára való nevelés", a demokratikus jogállam szolgálata, amely nem alakul ki automatikusan, hanem igényli a tartós közvetítést, egy mindinkább összetetté váló világban a jog és a törvény magas fokú értését, és az élet etikai alapkérdéseinek állandó megfontolását. Az Alapítvány központi feladatának tekinti a politikai műveltség megszerzésének a keresztény értékek alapján történő elősegítését, egyúttal annak az alkalmasságnak, tudásnak és képességnek a közvetítését, amely a politikai összefüggések önálló megítélését teszi lehetővé, nemkülönben az átláthatóság és az észszerűség fokozását.
Németországban évente több mint 1600 szemináriumot szervez az alapítvány, ezen kívül a nemzetközi együttműködést szolgáló intézet 55 külföldi projektje alapján 8500 szemináriumot tartottak már, több mint 180 000 résztvevővel. A 1990-es évek kezdete óta Közép-, Kelet- és Dél-Kelet Európában is tevékenykednek, szemináriumok, eszmecserék, gyakorlatok, tanácskozások, illetve rövid szakértői "bevetések" és konferenciák formájában. Magyarországon az Alapítvány 1990 óta működik.
2022. szeptember 22-e óta a Pázmány Péter Katolikus Egyetem Jog- és Államtudományi Kar díszdoktora.